# 미겔 비토르
미겔 안젤루 레오나르두 비토르(Miguel Ângelo Leonardo Vítor, 1989년 6월 30일, 토흐스베드라스 ~ )는 포르투갈 출신의 이스라엘 축구 선수로, 현재 리갓 하알의 하포엘 베르셰바에서 센터백으로 활약하고 있다.

## 클럽 경력
2007-08 시즌 SL 벤피카의 1군으로 승격된 비토르는, 2007년 8월, 비토리아 SC전에서 포르투갈 리그 데뷔전을 치루었다. 이후, FC 쾨벤하운과의 UEFA 챔피언스리그 3차예선전에서, 주전 센터백 듀오였던 루이장과 다비드 루이스가 부상으로 결장함에 따라 출전하였다.
2008년 1월부터 시즌 종료때까지, 그는 호메우 히베이루와 함께 CD 아브로 임대되었다. 시즌 종료 후, 그는 SL 벤피카로 복귀하였고, 2008-09 시즌동안 자주 출장하였다.
2010년 7월 초, 비토르는 잉글랜드 챔피언쉽의 레스터 시티 FC에 한 시즌과 임대되었고, 같은 국적의 모레누와 파울루 수자와 합류하였다. 그는 9월 21일 프래튼 패크에서의 포츠머스 FC전 리그컵 원정 경기에서 레스터 데뷔를 하였고, 경기는 2-1 승으로 종료되었다. 11월 6일, 프로 계약 이후 처음으로 골을 기록하였다. 그는 오크웰에서 열린 반즐리 FC와의 경기에서 18분에 마르틴 웨그혼의 프리킥을 헤딩으로 득점하였고, 팀은 2-0으로 승리하였다.
2010년 12월 19일, 비토르는 입스위치 타운 FC와의 경기에서 햄스트링 부상을 당하였고, 팀은 이 원정 경기에서 0-3으로 완패하였다. 이후, 2011년 3월 12일, 3-0으로 승리한 스컨소프 유나이티드 FC에서 복귀하였다.

## 수상

### 클럽
SL 벤피카
- 포르투갈 리그: 2009-10
- 포르투갈 리그컵: 2008-09, 2009-10

### 개인
- 포르투갈 리그: 이달의 신인 선수 (2008년 9월)